# Швайкер, Ричард
Ричард Шульц Швайкер (англ. Richard Schultz Schweiker; 1 июня 1926, Норристаун, штат Пенсильвания, США — 31 июля 2015, Помона, штат Нью-Джерси, США) — американский государственный деятель, министр здравоохранения и социальных служб США (1981—1983).

## Биография
В годы Второй мировой войны служил в качестве электротехника на борту авианосца ВМС США USS Tarawa (CV-40). По окончании военной службы закончил Пенсильванский университет с присуждением степени бакалавра искусств в области психологии и вступил в братство «Фи Бета Каппа». Несколько лет работал в семейном бизнесе — фирме American Olean Tile Company.
Избирался лидером молодых республиканцев графства Монтгомери (1952—1954).
В 1960 году был избран в Палату представителей конгресса США, в которой проработал до 1969 года. Состоял в комитетах по вооруженным силам и по вопросам государственного управления. Поддерживал принятие законов о гражданских правах, создании системы медицинской помощи, повышении уровня социального обеспечения, а также предоставления федеральных субсидий по арендной плате.
В 1968 году был избран от штата Пенсильвания в сенат, в составе которого заседал до 1981 года. Активно выступал против Войны во Вьетнаме, его рейтинг поддержки среди либерально настроенных американцев достигал 89 %. В этот период добился увеличения бюджетных ассигнований на исследование диабета и принятия специального закона по данной проблеме, что позволило сформировать Национальную комиссию по диабету и выработать долгосрочный план по борьбе с болезнью. Также работал над законодательством по борьбе с онкологическими и сердечно-сосудистыми заболеваниями, серповидноклеточной анемией и отравлением свинцовой краской.
С 1975 по 1976 год возглавлял подкомитет Комиссии Чёрча, который расследовал обстоятельства убийства президента Джона Кеннеди. Он полагал, что Комиссия Уоррена занималась не столько расследованием, сколько искала доказательства теории «одинокого волка», полагаясь на данные, предоставленные ЦРУ и ФБР, которые были на руку тем, кто стремящимся к сокрытию доказательств. В мае 1976 года в одном из интервью он открыто заявил, что представители ФБР и ЦРУ лгали комиссии Уоррена.
Когда Рональд Рейган в 1976 году решил бросить внутрипартийный вызов на президентских выборах действующему главе государства Джеральду Форду, то он обещал выдвинуть на пост вице-президента Швайкера.
В 1980 году в связи с ростом в американском обществе консервативных настроений рейтинг политика серьезно снизился и он заявил, что не будет добиваться переизбрания в Сенат США.
В январе 1981 года был назначен на должность министра здравоохранения и социальных служб Соединенных Штатов в кабинете президента Рейгана. На этом посту он реализовывал политику, направленную на реформирование социального обеспечения, повышению роли профилактической медицины, снижению расходов на медицинское обслуживание и затрат на реализацию Американской программы льготной покупки продуктов, а также по ограничению прав на социальное обеспечение.
С 1983 по 1984 года возглавлял лоббистскую и торговую группу «Американский совет по страхованию жизни».
Кроме того, он являлся председателем правления American Olean Tile Company, ведущего американского производителя керамической плитки.